# Günzer Zoltán pincészet
A családi gazdaságot Günzer Zoltán alapította 1990-ben.

## A család története
A Günzer család generációk óta foglalkozik szőlőtermeléssel és borkészítéssel a Villányi borvidéken. Günzer Zoltán 1990-ben alapította meg borászatát, mely csak és kizárólag a palackos bor értékesítésére fókuszált a kezdetek óta. Hisznek a családi gazdaság erejében, ahol minden egyes elkészült borhoz szoros kötődésük van. Nagy hangsúlyt fektetnek az átlátható borkészítésre, melynek elemeit a címkén is megtalálhat a fogyasztó. Zoltán fia, Norman már 2015 óta a családi gazdaság szerves részét képezi. A családban jól működő szisztematikus rendszer lett kialakítva. Apa foglalkozik a szőlészettel és borászattal, Norman fia feladata az iroda, értékesítés, marketing, míg Bea a vendéglátás területén kommunikálja a család filozófiáját. 
A 202-as évek elejétől kibővült a GÜNZER márka piaca a következő országokkal: Anglia, Lengyelország, Németország, Japán és legfontosabb másodpiacuk az Egyesült Államok. 

## Günzer Zoltán pincészete
A villányban található pincészet a kezdettől fogva a palackos bor értékesítésére fókuszált. 1993-ban 0,5 hektár ültetvényen kezdték a termelést, és évi 1.500 palack bort értékesítettek.
2001-ben technológiai fejlesztést indítottak, mely napjainkig is tart. 2017-ben 30 hektáron gazdálkodnak, és 150.000 palackot értékesítenek.[forrás?]
Hiszünk a családi gazdaságok nagyságrendjében, ahol minden munkafázishoz és megszülető tételhez szoros kötődésünk van.

## Ültetvények
| ültetvény neve            | terület | telepítés éve | tőke / ha | művelés         | fajták                                              |
| ------------------------- | ------- | ------------- | --------- | --------------- | --------------------------------------------------- |
| Dobogó                    | 2 ha    | 1998          | 5000      | guyot           | cabernet franc, cabernet sauvignon                  |
| Jammerthal - Csillagvölgy | 2,2 ha  | 1998          | 5600      | guyot           | merlot, portugieser                                 |
| Ördögárok                 | 6,85 ha | 2004          | 5600      | guyot           | merlot, cabernet franc, cabernet sauvignon          |
| Bocor                     | 8,2 ha  | 2007          | 5600      | alacsony kordon | kadarka, kékfrankos, pinot noir, portugieser, syrah |